# Ульріка Нільссон
Ульріка Нільссон (19 червня 1965 , Гетеборг ) — шведська журналістка та ведуча новин, яка працює на TV4, раніше працювала на CNN, TV3, SVT та кількох місцевих новинних станціях у США.

## Телевізійна кар'єра
Має диплом американського журналіста. Ульріка Нільссон чотири роки вивчала журналістику в Університеті Канзасу в США, який закінчила у 1989 році Після цього вона почала працювати репортером на місцевій станції ABC в Топіці, а потім на місцевій NBC-станції в Канзас-Сіті . Закінчивши цю роботу, вона знову переїхала до Швеції і почала працювати ведучою у «Колесі фортуни» (Lyckohjulet), яке транслювалося на TV3, вона також працювала на TV4 та в місцевих новинах Гетеборга для SVT протягом наступних кількох років.
На початку ранкового шоу TV4 Go'morron, тепер відомого як Nyhetsmorgon в 1992 році, вона почала працювати в синоптичному шоу ведучою. А в 1993 році вона стала найвідомішою дівчиною пінап чоловічого журналу Café за цей рік після того, як з'явилася в одному з номерів. Після Нюхецморгона вона переїхала до Атланти в США і почала працювати на CNN. Там вона розпочала свою кар'єру з написання новин для ведучих, а потім сама стала одним із ведучих і репортером. Вона кілька років прожила в США разом зі своєю матір'ю.